# Archivo Nacional

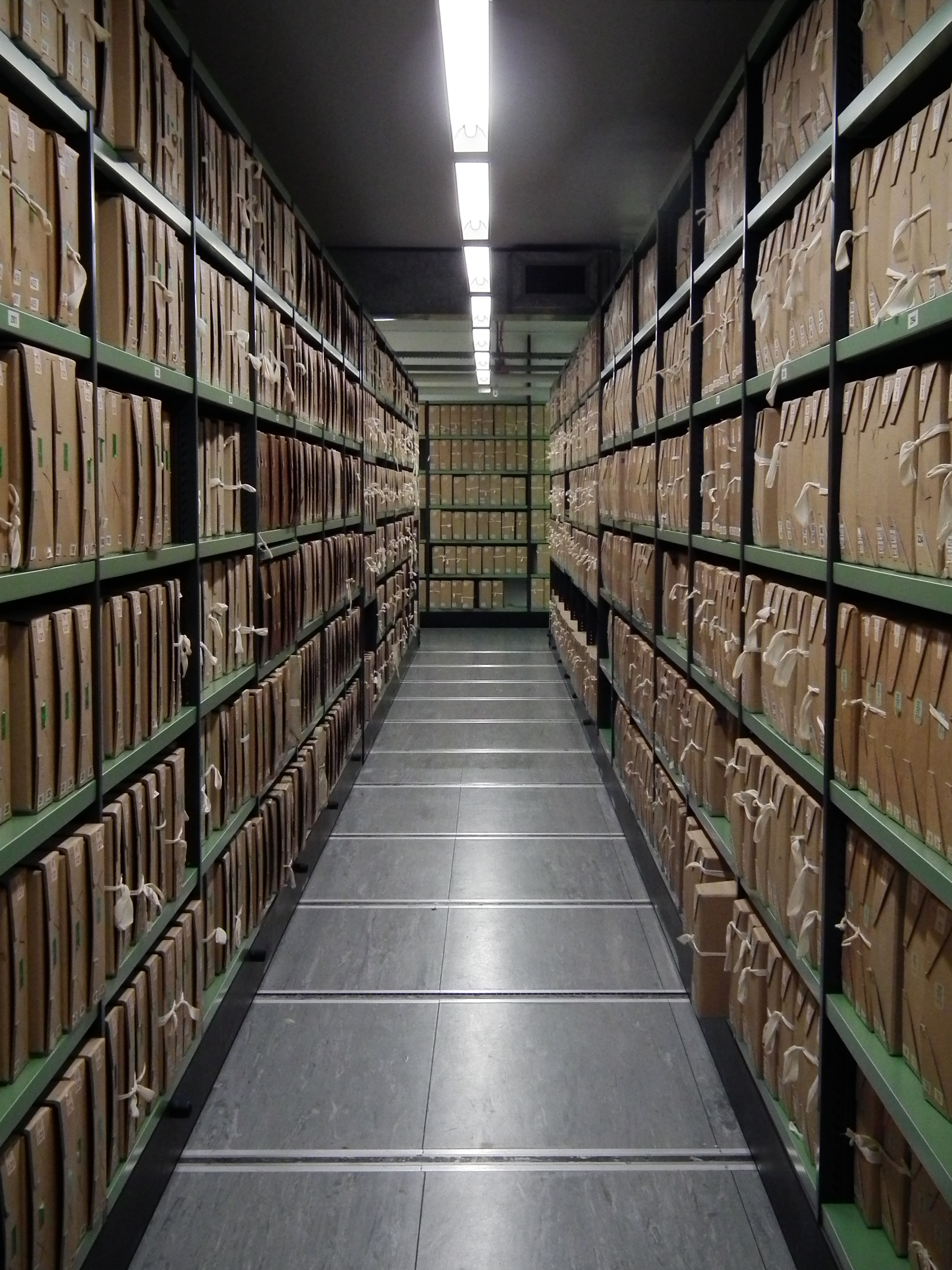
Pasillos de expedientes en el Archivo Nacional del Reino Unido.

Un Archivo Nacional es una institución que reúne los documentos o archivos oficiales de instituciones u organismos públicos, judiciales, políticos y militares, y en algunos casos privados, para su preservación, consulta e investigación. Las colecciones o fondos de organismos públicos o del Estado pueden corresponder a actos administrativos o judiciales, registros oficiales, sentencias judiciales, etc. Por lo general las copias o certificados de documentos de un archivo nacional tienen validez legal, sobre todo en las obligaciones que el Estado adquiere con sus ciudadanos.
En algunos casos como América, España y Portugal son importantes para la reconstrucción histórica de la época colonial. La mayoría de este material se encuentra en el Archivo de Indias. También los documentos de órdenes religiosas en la América colonial son de gran interés histórico.